# Sergio Carossio
Sergio Carossio (Buenos Aires, 29 ottobre 1962) è un ex rugbista a 15, fisioterapista e kinesiologo argentino, da giocatore seconda linea e attualmente membro dello staff sanitario della Unión Argentina de Rugby.

## Biografia
Sempre militante nell'Olivos Rugby Club di Vicente López nel ruolo di seconda linea, ebbe una breve esperienza internazionale con i Pumas; esordì in nazionale il 2 novembre 1985 a Buenos Aires in occasione dello storico pareggio (21-21) contro la Nuova Zelanda, poi per due anni non fu più schierato finché, nel corso della Coppa del Mondo di rugby 1987 disputò il resto dei suoi test match, contro l'Italia e la Nuova Zelanda.
Furono, in totale, tre i test match disputati per l'Argentina.
Con studi medici alle spalle, passò, dopo la carriera agonistica, a esercitare l'attività di fisioterapista ed entrò nello staff sanitario dell'Olivos; dal 1998 ricopre analogo incarico anche nella Nazionale argentina, unito a quello di kinesiterapista.